# Petros Petropoulos
Petros Petropoulos A.E.B.E. ist ein griechisches Unternehmen im Bereich Fahrzeugbau.

## Unternehmensgeschichte
Petros Petropoulos gründete 1922 das Unternehmen in Thessaloniki. Er verkaufte Nutzfahrzeuge, überholte Motoren, stellte Motorenteile her und fertigte Kraftfahrzeuge. 1948 zog das Unternehmen nach Athen. 1956 kam die Produktion von Traktoren dazu und später auch Gabelstapler. Der Markenname lautete Petropoulos. Inzwischen ist das Unternehmen im Import und Handel tätig.

## Fahrzeuge
Nach einer Quelle montierte das Unternehmen zunächst Personenwagen von Ford und in den 1930er Jahren Pkw von Willys-Overland sowie Nutzfahrzeuge von Diamond T und International Harvester. Das Unternehmen selbst gibt den Zeitraum der Montage mit 1922 bis 1951 an und nennt Pkw von Willys-Overland sowie Lastkraftwagen und Busse von Diamond T und International Harvester.
1956 begann mit dem Modell Π-35 die Produktion von Traktoren, die auf einem Entwurf von International Harvester basierten. Für den Antrieb sorgte ein Dieselmotor von Perkins Engines. Wenig später kam das stärker motorisierte Modell Π-55 dazu.
1974 erschien die allradgetriebene Lastkraftwagen-Baureihe Unitrak, die bis 1984 in Produktion war.